# Rašeliniště u myslivny
Rašeliniště u myslivny je přírodní rezervace vyhlášená v roce 2007. Důvodem ochrany jsou rostlinná společenstva rašelinných, slatinných a střídavě vlhkých luk, pramenišť a vřesovišť a populace vzácného motýla hnědáska chrastavcového. Území přírodní rezervace vyhlásila Správa CHKO Slavkovský les, která o něj zároveň pečuje.

## Popis oblasti
Přírodní rezervace se nachází v CHKO Slavkovský les v okrese Sokolov u obcí Rovná a Nová Ves, přibližně 1,3 km jihovýchodně od památníku zaniklé obce Čistá (město Litrbachy, německy Lauterbach). Území přírodní rezervace se překrývá se severní částí evropsky významné lokality „U bunkru“ o rozloze 56.6 ha  zahrnuté do soustavy Natura 2000.

## Přírodní poměry

### Geologie a hydrologie
Z geomorfologického hlediska území náleží do celku Slavkovského lesa, podcelku Hornoslavkovské vrchoviny, okrsku Krásenské vrchoviny. Podloží území je tvořeno středně zrnitou biotitickou žulou, sillimanit-biotitickou pararulou, fluviálními sedimenty a v menší míře také kvarcity. V překryvu převládají rašelinné plochy pokryté rašeliníkem s roztroušenými vrbami a náletovými dřevinami a slatinné louky. Půdy jsou hnědé, s kyselou reakcí. Malou část východního okraje území obtéká vodní kanál Dlouhá stoka. V severovýchodní části se nacházejí drobná prameniště. Na území se nacházejí 2 drobné staré rybníčky.

### Flóra a fauna
V rezervaci se vyskytuje 13 druhů zvláště chráněných rostlin. Na slatinných a mokřadních loukách je významná výjimečně početná populace vachty trojlisté (Menyanthes trifoliata), na přechodových rašeliništích až vrchovištích roste kyhanka sivolistá (Andromeda polifolia) a šicha černá (Empetrum nigrum), na vlhkých smilkových loukách a vřesovištích všivec lesní (Pedicularis sylvatica), u pramenišť zdrojovka potoční (Montia hallii). Z dalších vzácných rostlin zde roste prha arnika (Arnica montana), prstnatec Fuchsův (Dactylorhiza fuchsii), prstnatec májový (Dactylorhiza majalis), upolín nejvyšší (Trollius europaeus), vrba plazivá (Salix repens). Na vlhkých loukách roste čertkus luční (Succisa pratensis), na který je potravně vázáno vývojové stádium housenky hnědáska chrastavcového. Pestrá mozaika biotopů je ideální pro výskyt bezobratlých živočichů. Ze vzácných druhů motýlů zde žijí především hnědásek chrastavcový (Euphydryas aurinia), který je předmětem ochrany přírodní rezervace, žluťásek borůvkový (Colias palaeno), modrásek stříbroskvrnný (Agriades optilete) a perleťovec severní (Boloria aquilonaris).
Opakovaně byl na lokalitě v době hnízdění zaznamenán chřástal polní (Crex crex) a bekasina otavní (Gallinago gallinago). Z obojživelníků byl zjištěn výskyt ropuchy obecné (Bufo bufo), skokana krátkonohého (Rana lessonae) a čolka obecného (Triturus vulgaris). 

## Galerie

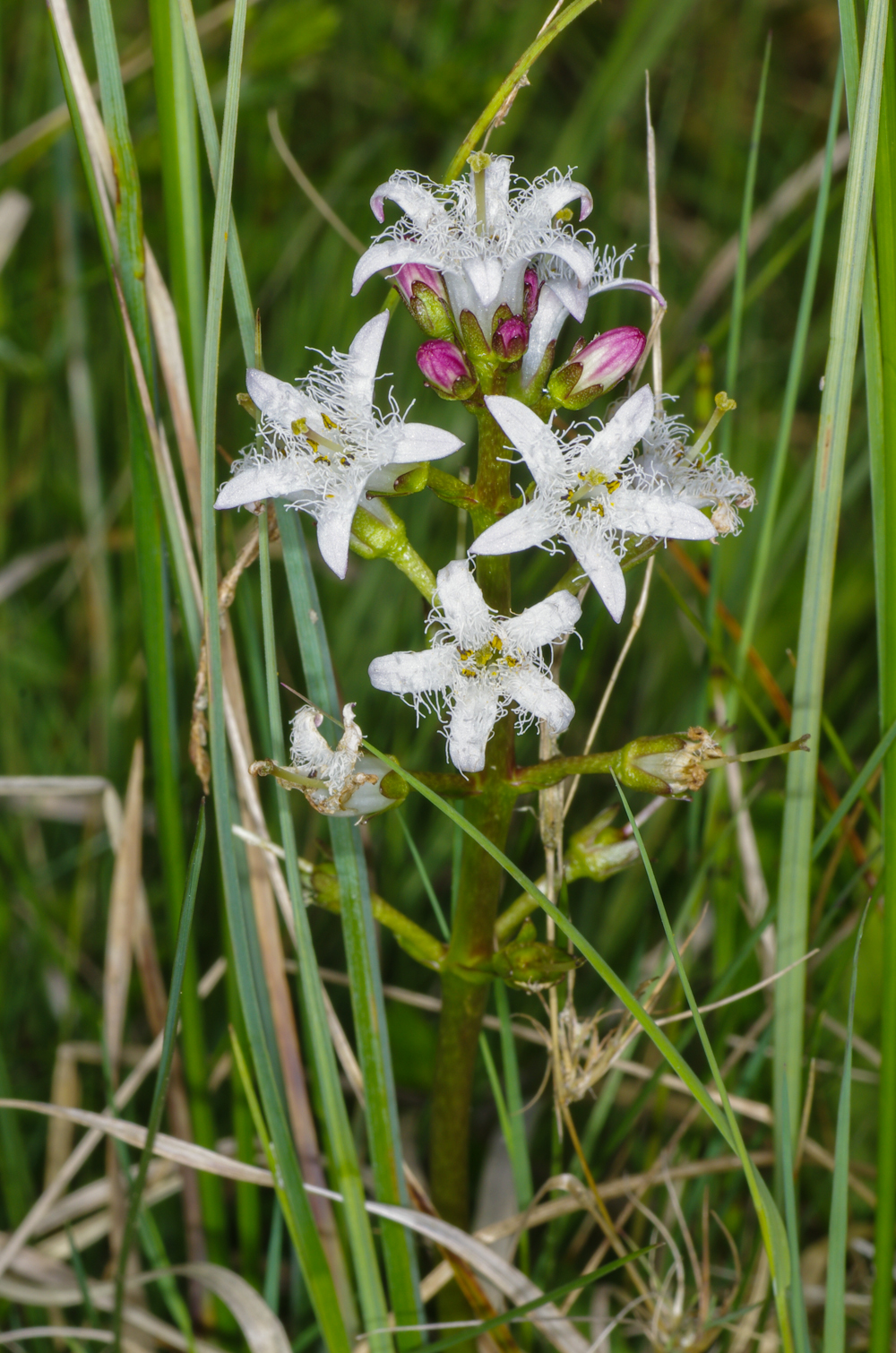
Vachta trojlistá na lokalitě v květnu 2014
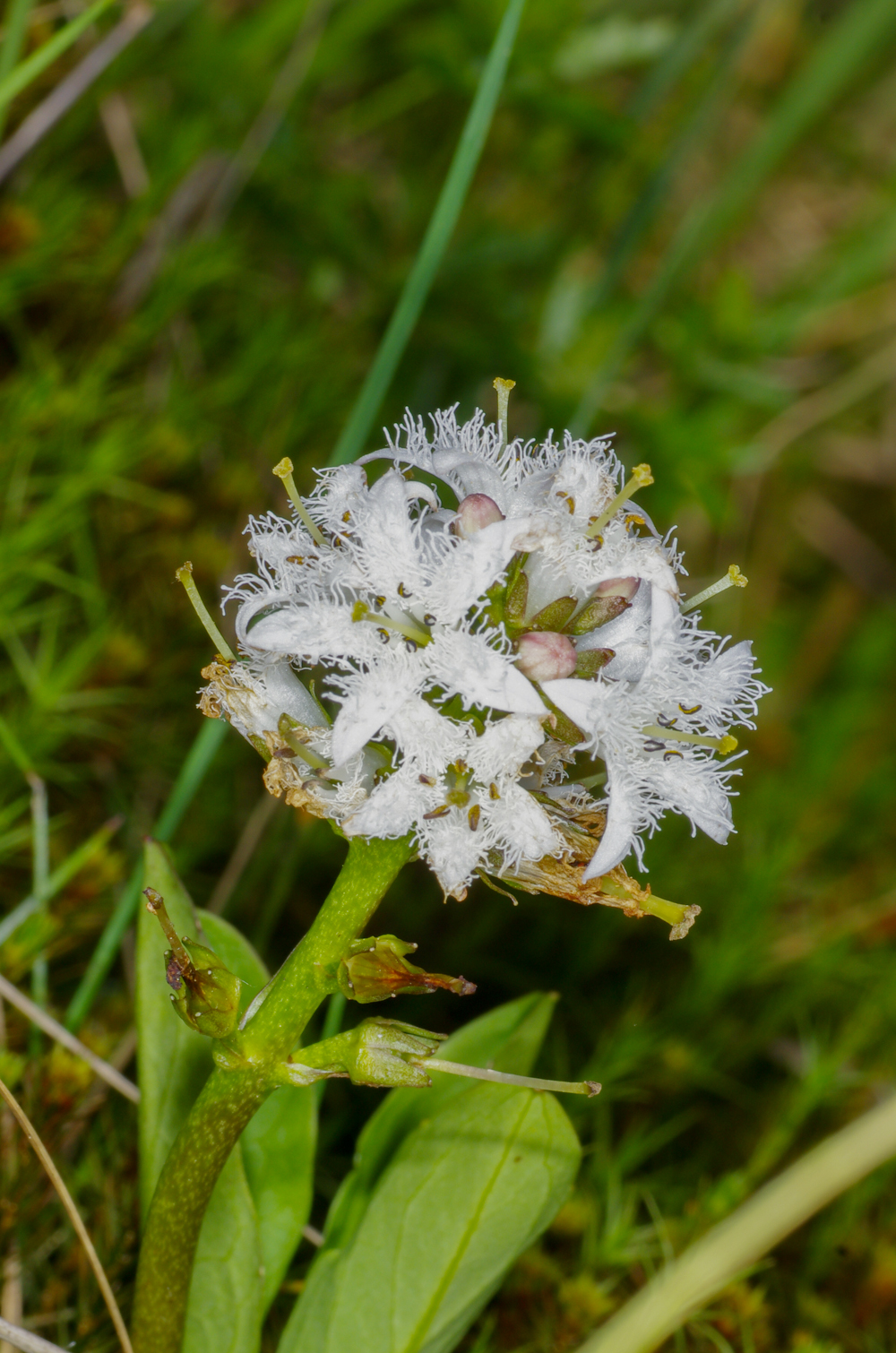
Vachta trojlistá na lokalitě v květnu 2014
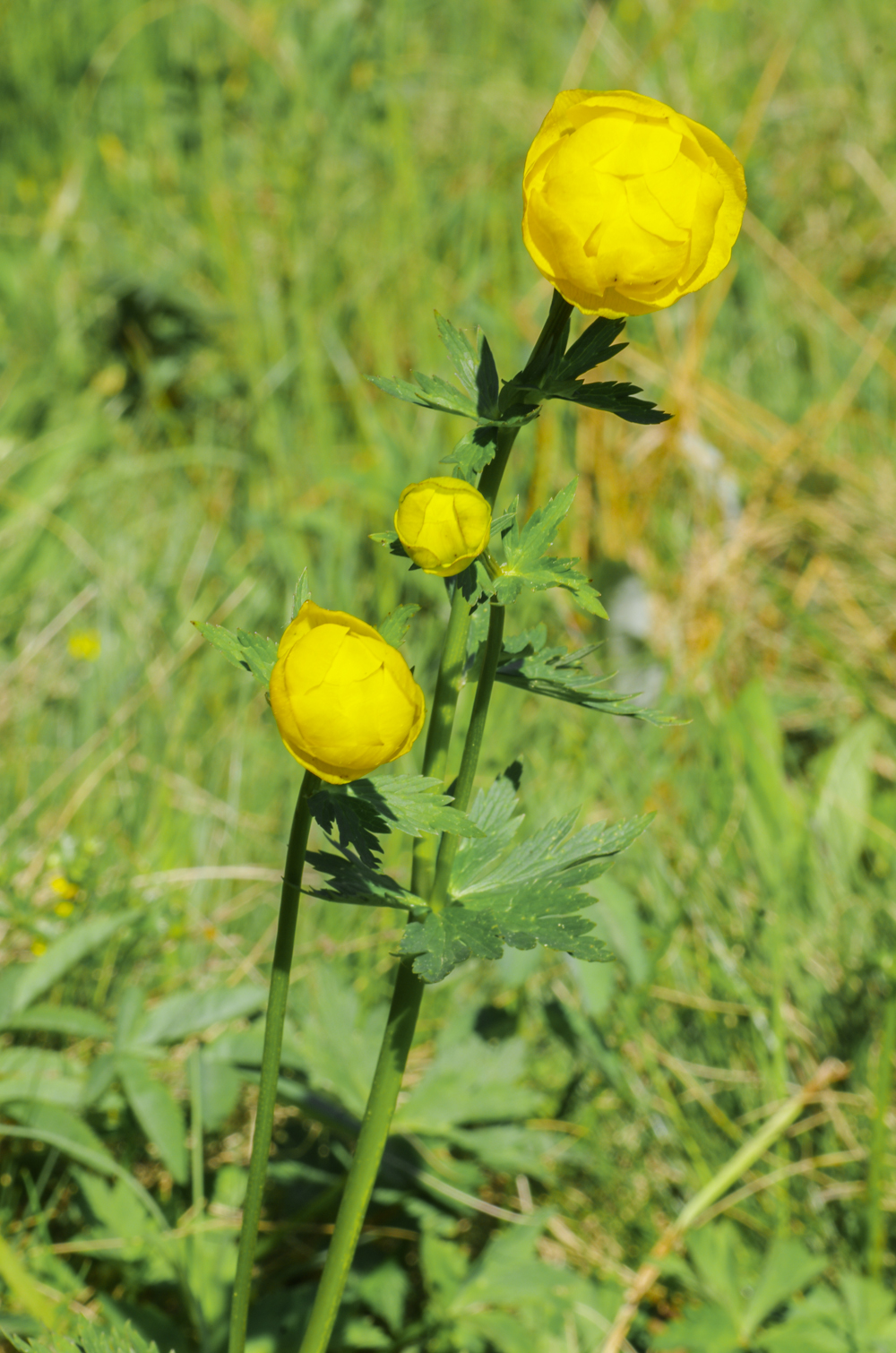
Upolín evropský na lokalitě v květnu 2014
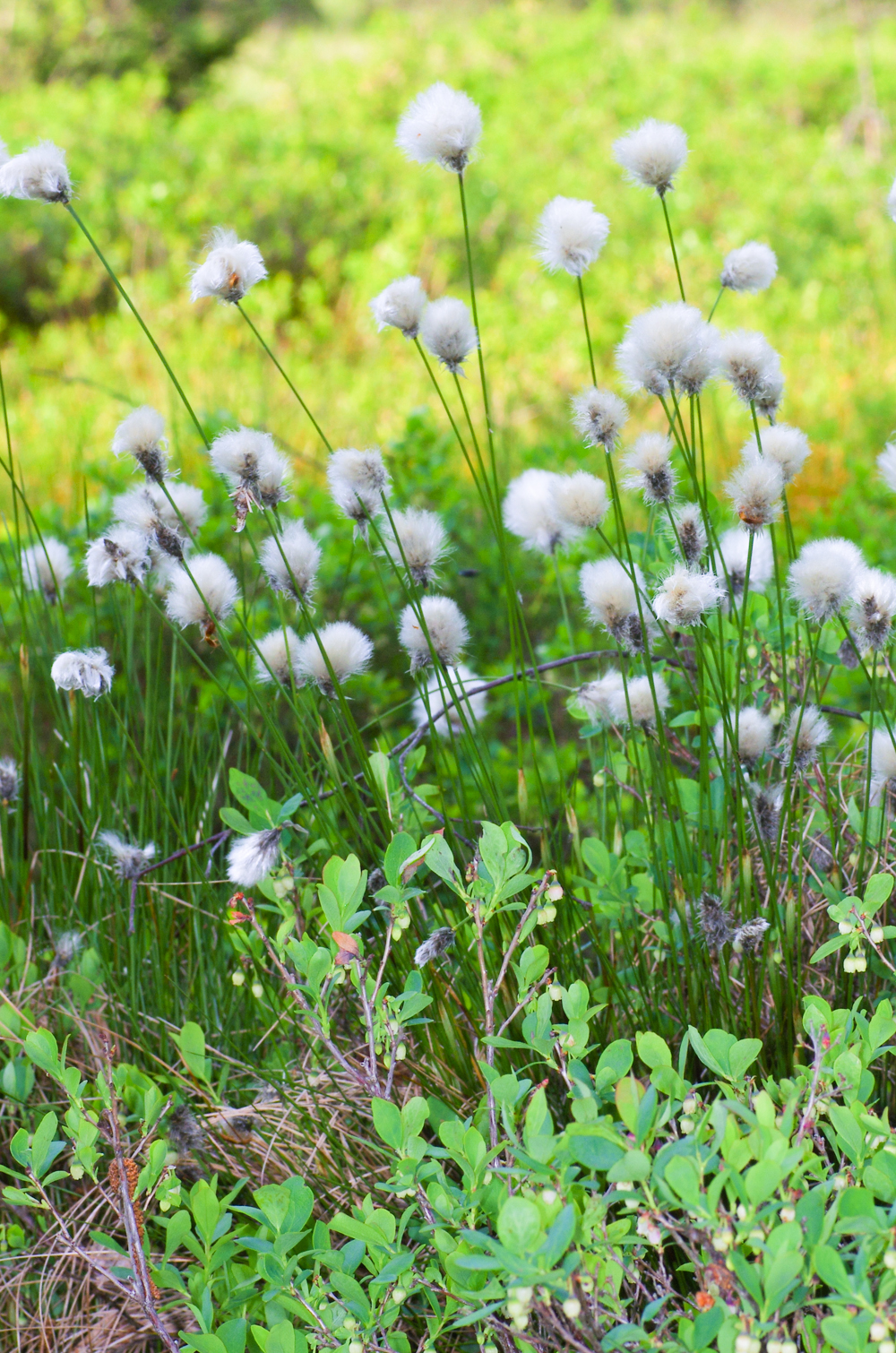
Suchopýr pochvatý na lokalitě v květnu 2014
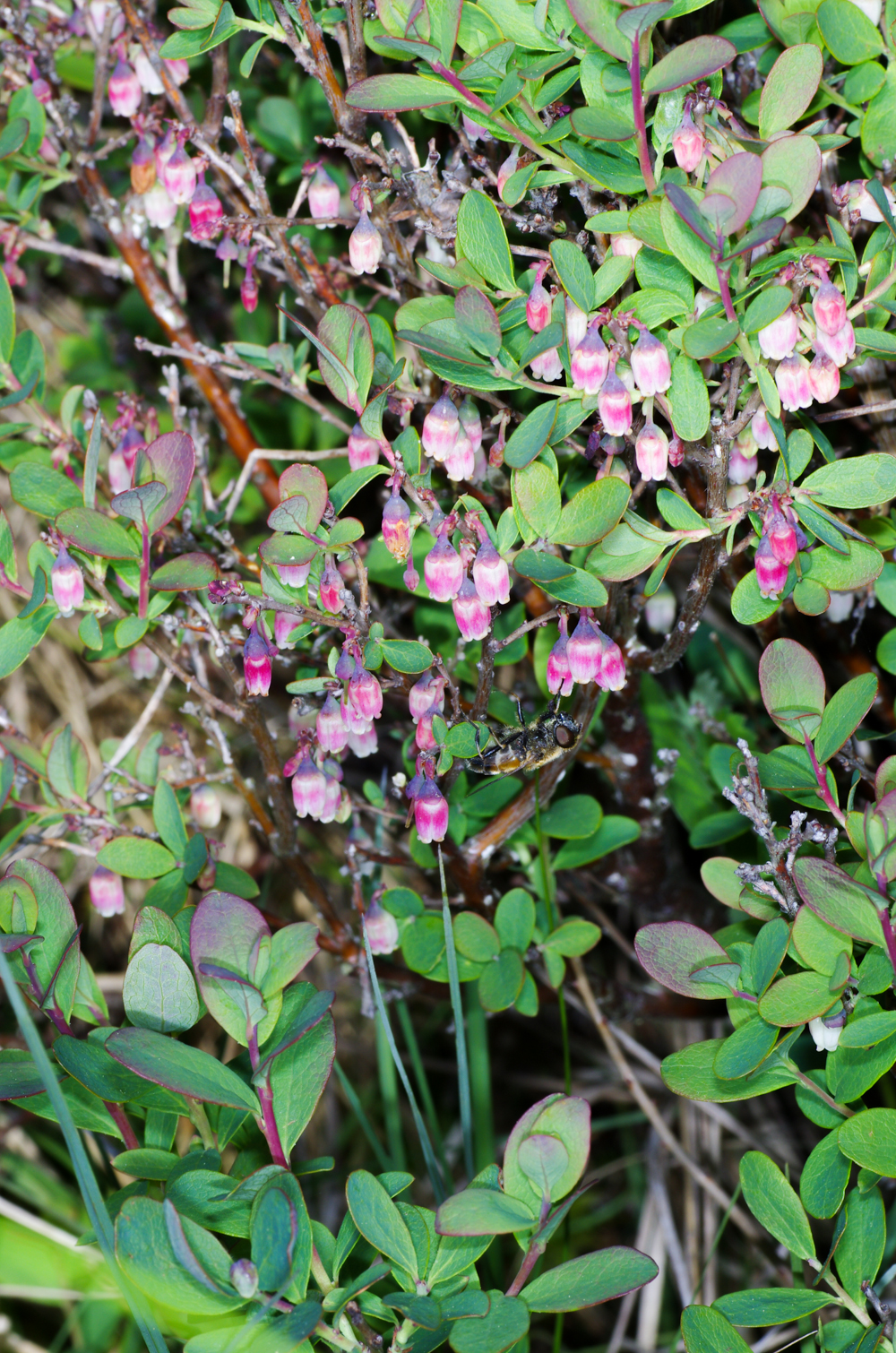
Vlochyně bahenní na lokalitě v květnu 2014
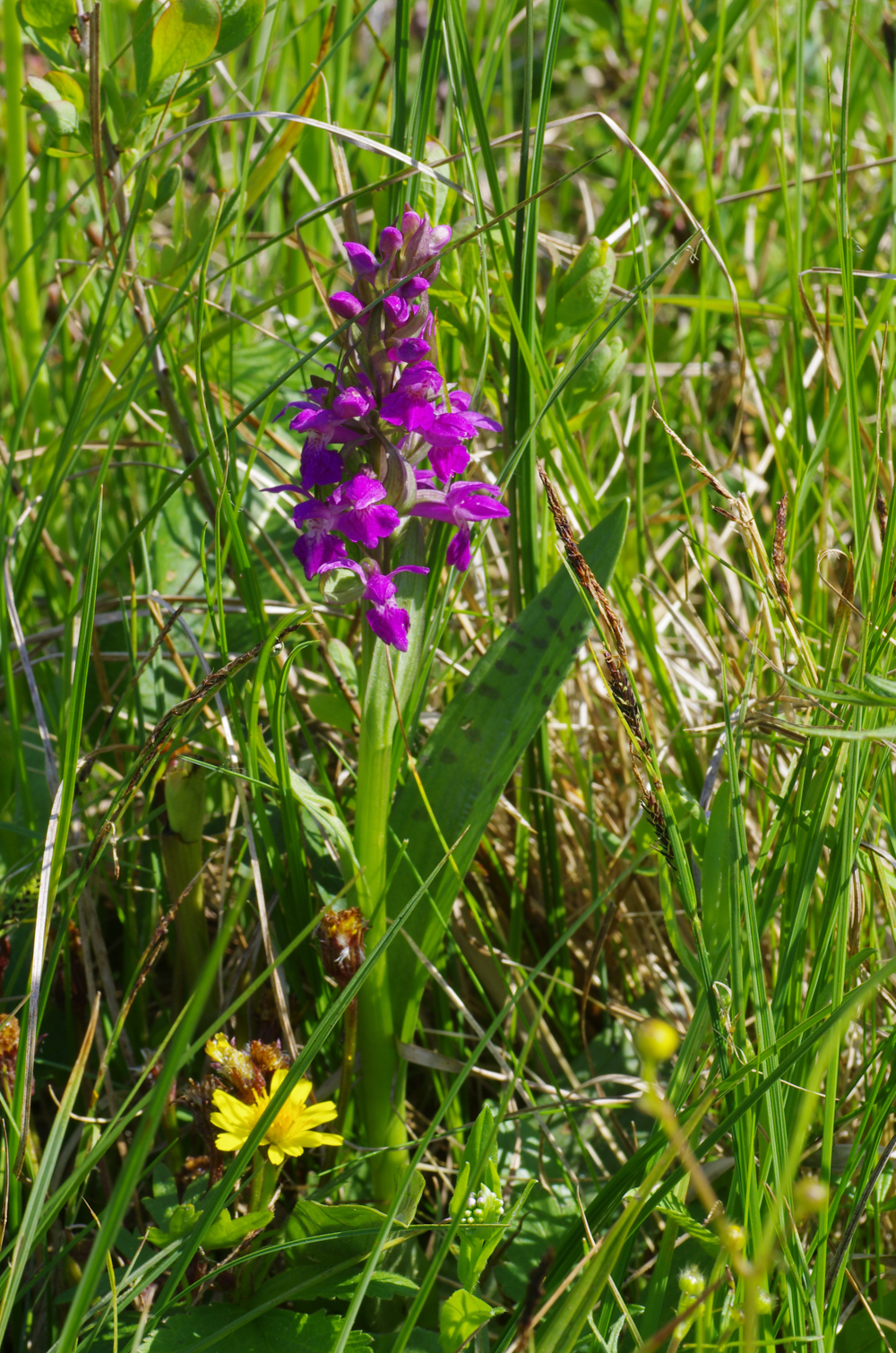
Prstnatec májový na lokalitě v květnu 2014